# 九三学社新疆维吾尔自治区委员会
九三学社新疆维吾尔自治区委员会，简称九三学社新疆区委会、九三学社新疆维吾尔自治区委、新疆九三学社，是九三学社在新疆维吾尔自治区的地方组织。